# Santiago Cantera
Santiago Cantera Montenegro (Madrid, 1972) es un monje benedictino, teólogo, historiador y medievalista español, prior de la Abadía del Valle de los Caídos entre 2014 y 2025.

## Biografía
Nació en Madrid en 1972 en el seno de una familia de intelectuales: su padre era catedrático de Filología francesa en la Universidad Complutense de Madrid y tres de sus cuatro hermanos han sido también profesores de universidad. Se licenció en Geografía e Historia por la Universidad Complutense de Madrid (UCM) en 1993, en la especialidad de Historia medieval, siendo excepcional la asignatura en la que no obtuvo matrícula de honor, gracias a lo cual obtuvo una beca para realizar un doctorado cuyo tema fue el estudio de la Orden de la Cartuja en la España de los siglos XV y XVI. Obtuvo el doctorado en Historia en la misma Universidad Complutense con sobresaliente cum laude y la felicitación de todos los miembros del tribunal. Cantera es recordado por sus compañeros de estudios "como un chico muy educado, estudioso, culto y reservado".
Durante sus estudios en la Universidad Complutense formó la Asociación cultural de estudios hispánicos y sociales (A.C.E.I.S), organizando actividades de gran interés y charlas y debates con personas de distintas ideas. Tras obtener su doctorado comenzó a dar clases en la Universidad CEU San Pablo de Madrid. 
Aunque nunca pensó en dedicarse a la política, a petición de algunos miembros de Falange Española Independiente (FE(I)) se presentó como candidato al Congreso de los Diputados por Madrid en el número 32 de cara a las generales de 1993 y candidato a eurodiputado en el número 40 de la lista de FE(I) para las elecciones al Parlamento Europeo de 1994 en España.

### Vida religiosa
Siendo niño visitó con su familia un monasterio cisterciense; esta visita causó gran impacto en él e hizo que surgiera una muy incipiente vocación religiosa. Tuvo un noviazgo siendo estudiante de universidad y, ya siendo profesor, se planteó seriamente la vocación religiosa y, tras un mes de Ejercicios espirituales ignacianos decidió ingresar en la vida monástica. Probó durante un mes la vida cartujana y finalmente optó por la Orden benedictina pues ésta le permitía compatibilizar la vida de oración y silencio con cierta labor intelectual y así ingresó en la abadía benedictina del Valle de los Caídos. En 2014 se convirtió en prior administrador de la abadía.
Como prior de la Abadía y autoridad eclesiástica de la Basílica, fue un firme opositor de la exhumación de los restos mortales de Francisco Franco dado que la familia del general se oponía a dicha exhumación; al igual que no mostró ninguna oposición cuando la familia de José Antonio Primo de Rivera manifestó su deseo de exhumar su cuerpo para llevarlo a la Sacramental de San Isidro, pues era el deseo de la familia.
En 2025 fue relevado como prior de la Abadía del Valle de los Caídos tras agotarse los tres trienios de su mandato.
Nunca fue nombrado abad del Valle, a diferencia de Justo Pérez de Urbel, O.S.B., (abad desde 1958 hasta 1966), Luis María de Lojendio, O.S.B., (abad desde 1968 hasta 1979) y Anselmo Álvarez Navarrete, O.S.B., (abad desde 2004 hasta 2014).

## Obras

### Libros:
- — (1996). Los monjes y la cristianización de Europa. Arco Libros - La Muralla, S.L. Escrito en colaboración con Margarita Cantera Montenegro
- — (1998). Las órdenes religiosas en la Iglesia medieval. Arco Libros - La Muralla, S.L.
- — (2000). Los cartujos en la religiosidad y la sociedad españolas, 1390-1563. Salzburgo: Institut für Anglistik un Amerikanistik.[8]
- — (2007). La Virgen María en el magisterio de Pío XII. Madrid, BAC.
- — (2008). La crisis de Occidente. Orígenes, actualidad y futuro. Madrid, Sekotia.
- — (2009). Antonio Molle Lazo (1915-1936). Juventud, ideales y martirio. Barcelona, Scire.
- — (2010). Una visión cristiana de la Historia: comentarios sobre la Ciudad de Dios de San Agustín. Madrid, CEU Ediciones.
- — (2011). Así iban a la muerte. Testimonios jóvenes de la guerra de España (1936-1939). Madrid, Voz de Papel.
- — (2013). San Bernardo: el medievo en su plenitud. Madrid, Edibesa.
- — (2014). Hispania, Spania. El nacimiento de España. Conciencia hispana en el Reino Visigodo de Toledo. Madrid: Actas.[9]
- — (2015). Ángeles y demonios, criaturas espirituales. Madrid, Edibesa.
- — (2017). La acción social de la Iglesia en la Historia. Promoviendo caridad y misericordia. Madrid, Digital Reasons.
- — (2018). Los Sacramentos de la Iglesia. Breves catequesis. Credo ediciones.
- — (2020). Homilías. Ediciones San Román.
- — (2022). Luces de la Hispanidad. La valiosa huella española en América, un legado fértil. Almuzara.
- — (2022). La escolanía de la Abadía benedictina de la Santa Cruz del Valle de los Caídos. Voz de Papel.

### Artículos:
- "La guerra y la organización militar en las utopías de Platón, Moro y Campanella", en: Revista de historia militar 81 (1996) 11-28.
- "Dimensión social de la Realeza mariana en el Magisterio de Pío XII", en Verbo 441-442 (2006) 65-99.
- "Dimensión social de la Realiza mariana: Benedicto XV y Santa María, 'Reina de la Paz'", en Verbo 447-448 (2006) 609-620.
- "Fr. Victorino Rodríguez, O.P., un teólogo clarividente: a los 10 años de su muerte", en: Verbo 453-454 (2007) 207-217.
- "San Agustín y la presencia del mal en la Historia" en: Espíritu 144 (2012) 225-246.
- "Ateocracia en España", en: La Razón histórica 23 (2013) 54-69.
- "Pío XI y la Realiza de Jesucristo", en: Verbo 557-558 (2017) 559-576.